# Trichosilia fernaldi
Trichosilia fernaldi là một loài bướm đêm trong họ Noctuidae.